# Aristolochia stomachoidis
Aristolochia stomachoidis là một loài thực vật có hoa trong họ Aristolochiaceae. Loài này được Hoehne mô tả khoa học đầu tiên năm 1910.